# España FC
El Atlético España FC fue un equipo de fútbol de El Salvador que jugó en la Primera División de El Salvador, la liga de fútbol más importante del país.

## Historia
Fue fundado el 30 de agosto de 1940 en la capital San Salvador como el equipo sucesor del CD 33 por la Comisión Nacional de Educación Física del país.
En su primera temporada el club ganó el título de la zona central en un período en el que no había un torneo nacional, considerando a los campeones regionales como si fueran nacionales, solo que por problemas financieros el club desapareció en el año 1941.

## Palmarés
- Zona Centro de El Salvador: 1

1940

## Jugadores

### Jugadores destacados
- Julian "El Escocés" Linares
- René Menjívar
- "Taquito" Peña
- Luis Antonio Regalado
- Diego Valdivieso